# Johann Heinrich Bartholomäus Walther
Johann Heinrich Bartholomäus Walther (né en 1737 à Rostock et mort en 1802 à Tartu) est un architecte germano-balte ayant travaillé à Dorpat en Livonie (aujourd'hui Tartu en Estonie) où il réalise de nombreux bâtiments dont l'Hôtel de Ville.

## Biographie
Né à Rostock dans le Duché de Mecklembourg-Güstrow en 1737, il déménage à Dorpat en Livonie où il exerce la profession d'architecte.
À la suite du grand incendie de Tartu de 1775, il réalise plusieurs bâtiments du centre ville dont l'Hôtel de Ville et la Maison Von Bock.
L'exemple le plus connu de ses ouvrages est l'hôtel de ville de Tartu, qui s'inspire principalement du classicisme hollandais, mais comporte également des éléments baroques et rococo. 
Les plans de l'hôtel de ville sont approuvés en 1779, les travaux de construction commencent en 1781 et le bâtiment est inauguré le 9 octobre 1786, la finition intérieure se poursuit jusqu'en 1789.
Walther conçoit également conçu un premier bâtiment de style classique Raekoja plats 8 (1782-1786), la maison de Catherine ou Pistohlkorsi maja (bâtiment actuel du musée de la ville de Tartu, 1785-1790) sur Narva maantee et les manoirs de Elistvere (et), Väätsa, Salla, Varangu (et) et Liigvalla. 
La chapelle de Teller (et) au cimetière de Vana-Jaani (années 1790) fait aussi partie de ses ouvrages.
Johann Walther est décédé le 2 avril 1802 et il est enterré à Tartu.

## Galerie

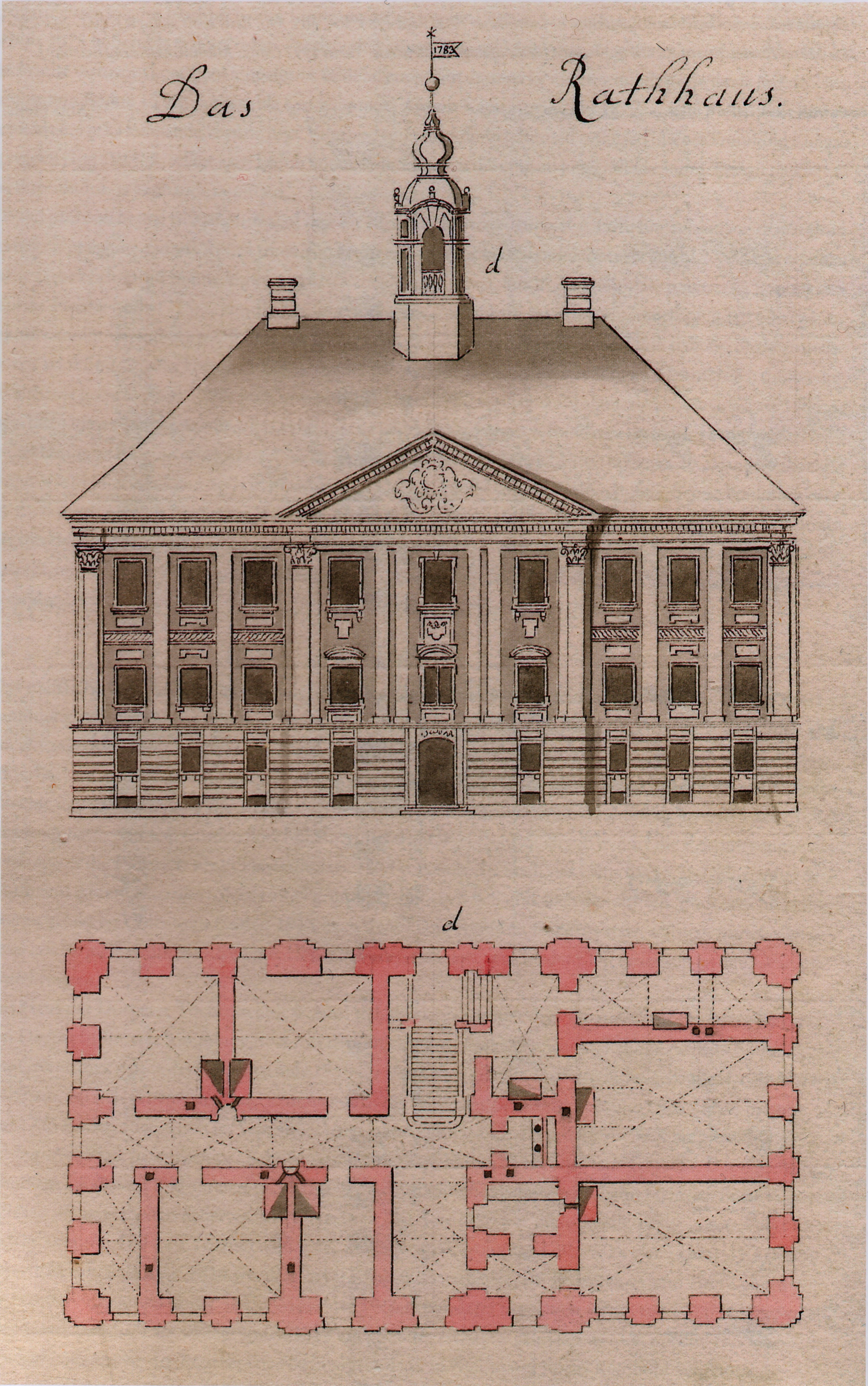
L'Hôtel de Ville de Tartu[3].
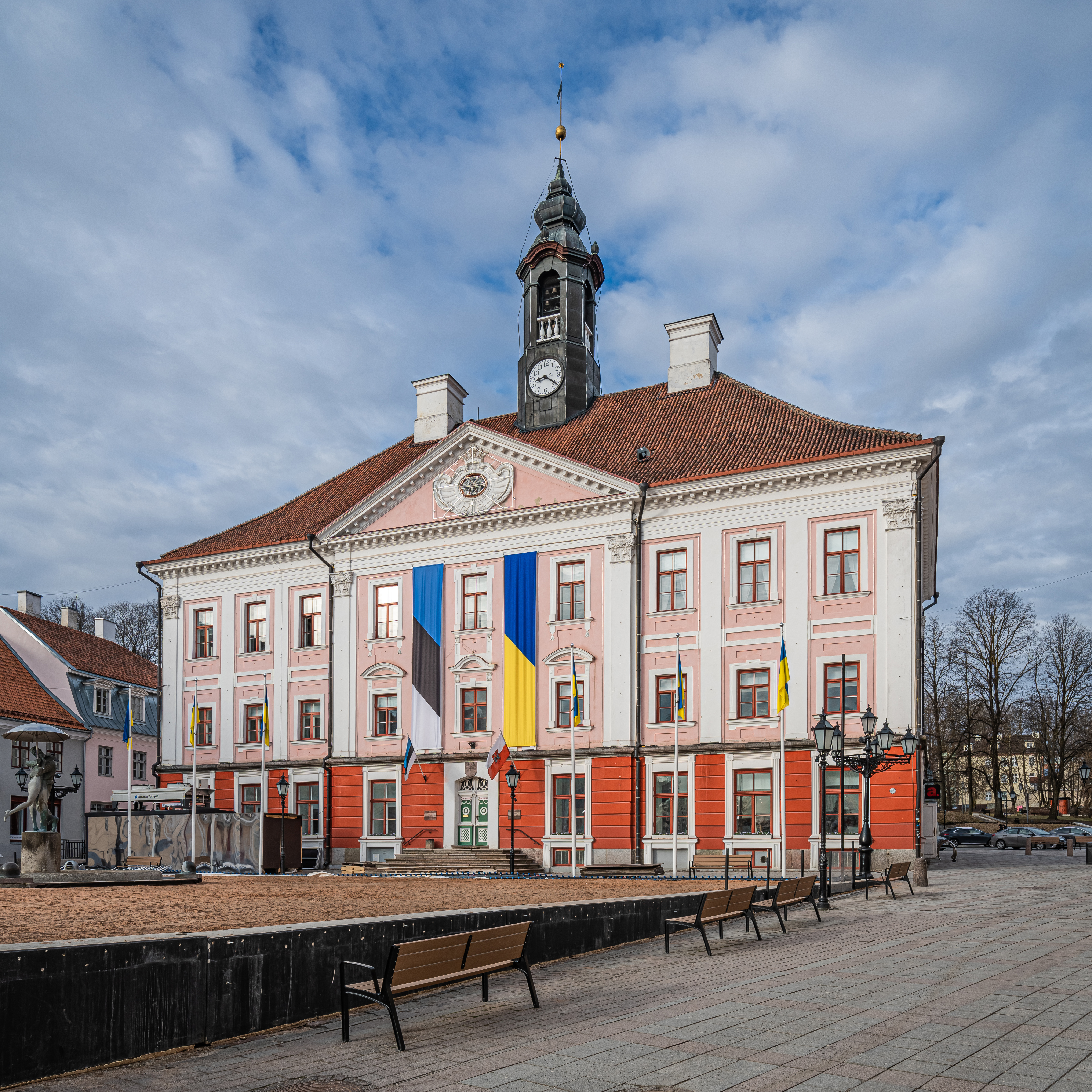
Hôtel de ville de Tartu
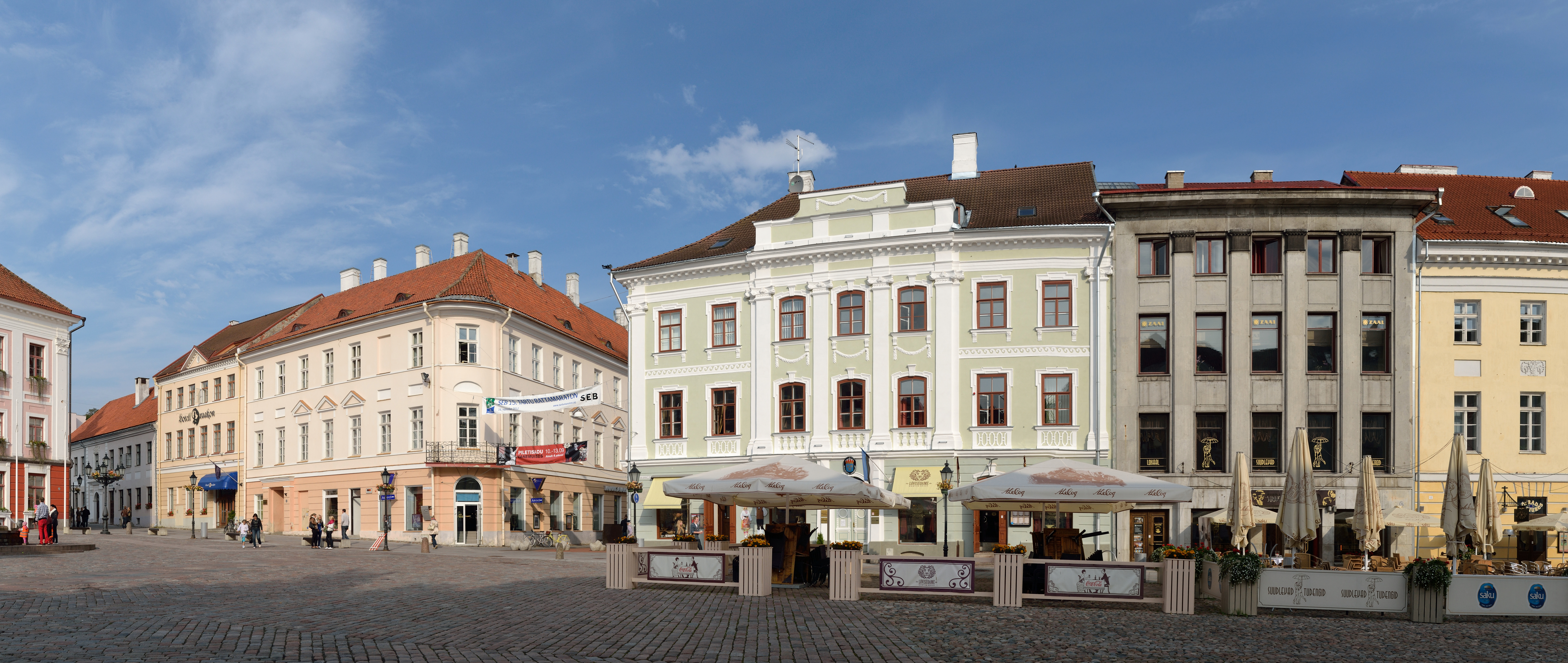
Raekoja plats 6-8-10 à Tartu.

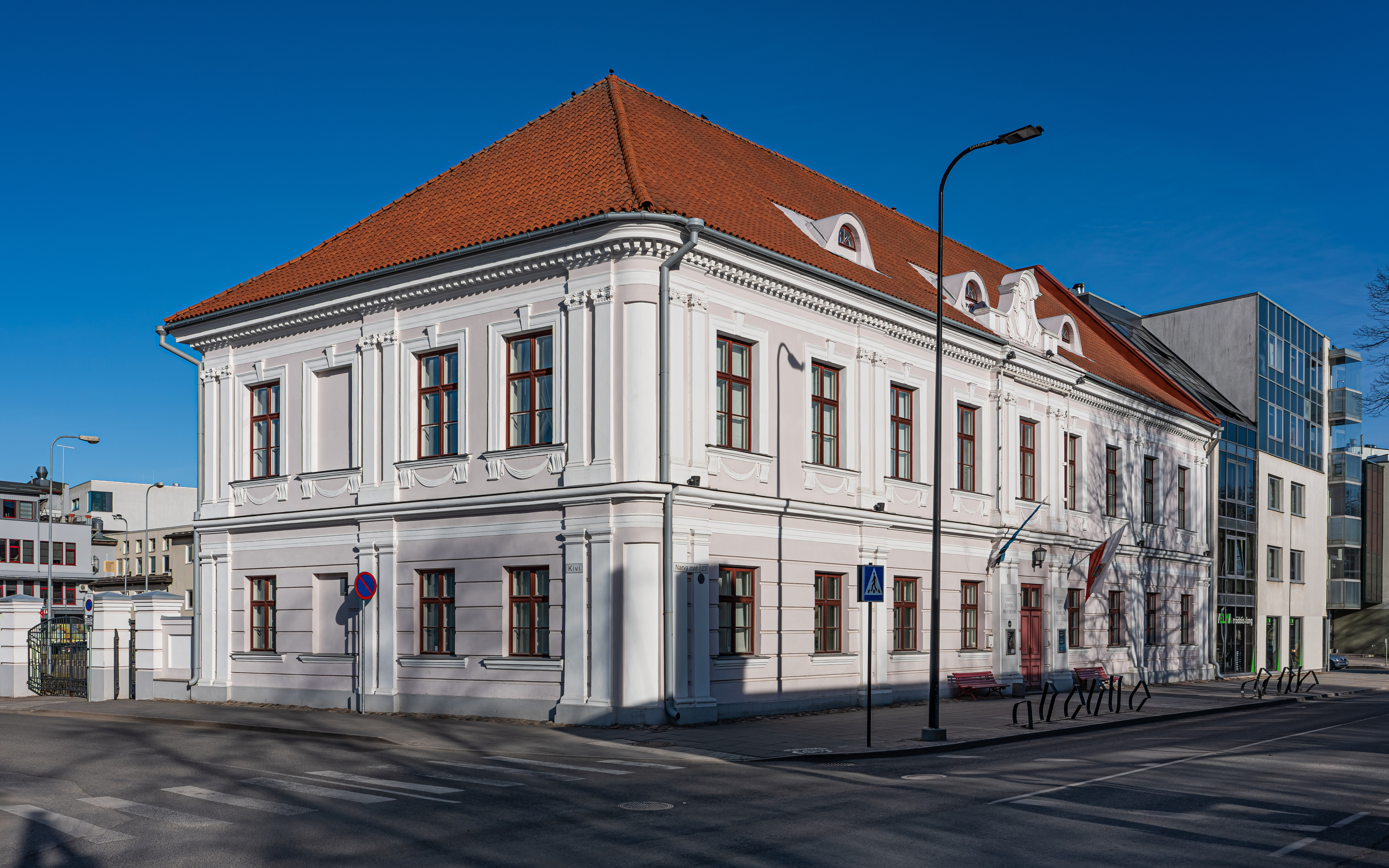
Maison de Catherine
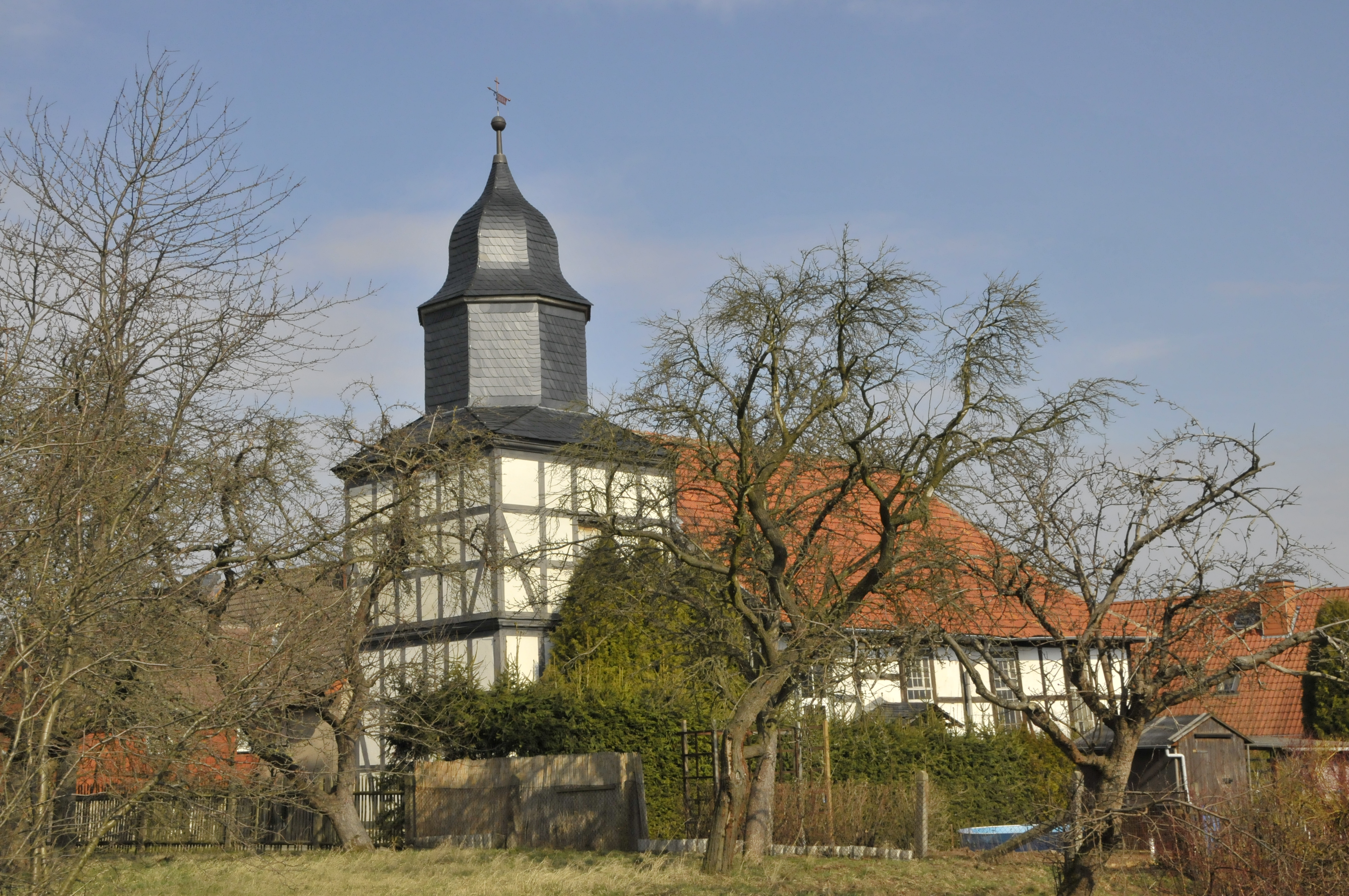
Église de Gratzungen (de)
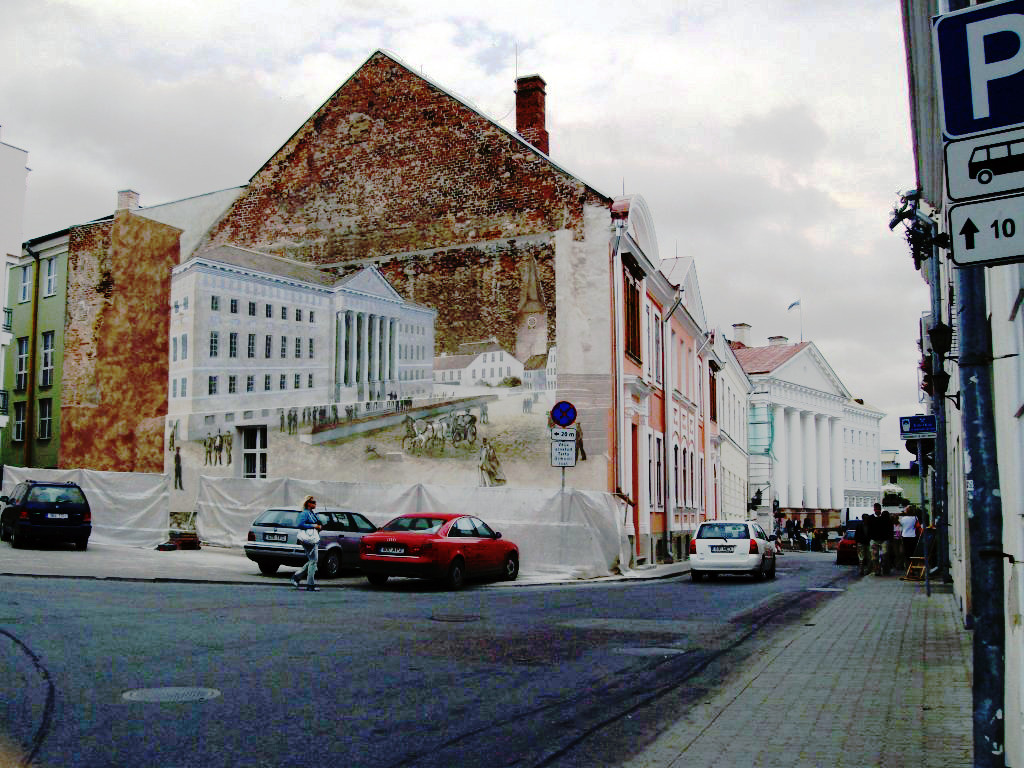
Maison Von Bock a Tartu.